# ماركو برجاميني
ماركو برجاميني (بالإيطالية: Marco Bergamini)‏ هو لاعب كرة قدم إيطالي في مركز الدفاع، ولد في 12 مارس 1988 في ليكو في إيطاليا. لعب مع إيه سي ميلان.